# Брик Михайло
Миха́йло Іва́нович Брик (нар. 1 листопада 1922, Дев'ятники — 11 серпня 1980, Мюнхен) — український письменник, вчений, педагог. Доктор філософії.

## Життєпис
Народився 1 листопада 1922 року. У школі вчився добре. В 11 років написав вірш про Дністер та про відступ УГА.
На початку Другої світової війни записався до групи самооборони, яка була організована в Дев'ятниках для опору польській поліції. У листопаді 1939 за наказом ОУН перейшов кордон і опинився в Німеччині. У 1942 році був там заарештований і певний час перебував у тюрмі.
Після війни потрапив у табір для переміщених осіб в Аугсбургу, де перебував до 1947 року.
У 1947 перебрався в Голландію у місто Лоссер, де у 1949 році одружився з голландкою Гре Клавер. Закінчив Амстердамський університет та Український вільний університет в Мюнхені. У 1973 році здобув науковий ступінь доктора філософії. З 1973 року Михайло був членом НТШ у Європі. Понад 20 років — незмінний голова Об'єднання українців у Голландії (ОУГ).
Помер раптово від інфаркту 11 серпня 1980 року ввечері у їдальні, читаючи лекції в УВУ (Мюнхен).

## Науковий вклад
Писав книжки на історичні теми. Однією з них був збірник спогадів про Дев'ятники та сусідні села «Там наша молодість цвіла», виданий у 1970 році.

## Вшанування пам'яті
12 листопада 2002 року в Дев'ятниках школа організувала вечір пам'яті Михайла Брика.